# MBN 수목 드라마
MBN 수목 드라마는 MBN에서 매주 수요일부터 목요일에 방송 중인 미니 시리즈 드라마 프로그램이다.

## 작품 목록
- 아래 프로그램은 2002년 11월 이후 시청 가능 연령을 표시하는 드라마 프로그램 등급 제도를 의무적으로 시행하여 현재까지 이어지고 있습니다.
- 2017년 3월 1일부터 TV 프로그램 등급 표시 외에 주제, 폭력성, 선정성, 언어, 모방 위험 등 분류 사유 표시를 의무적으로 시행하고 있습니다.

### 2010년대

#### 2012년
- 《수상한 가족》 : 2012년 5월 9일 ~ 2012년 6월 28일

#### 2018년
- 《고품격 짝사랑》 : 2018년 4월 4일 ~ 2018년 5월 2일
- 《리치맨》 : 2018년 5월 9일 ~ 2018년 6월 28일
- 《마녀의 사랑》 : 2018년 7월 25일 ~ 2018년 8월 30일
- 《마성의 기쁨》 : 2018년 9월 5일 ~ 2018년 10월 25일
- 《설렘주의보》 : 2018년 10월 31일 ~ 2018년 12월 20일

#### 2019년
- 《최고의 치킨》 : 2019년 1월 2일 ~ 2019년 2월 7일
- 《로스타임 라이프 : 더 라스트 찬스》 : 2019년 2월 13일 ~ 2019년 2월 14일
- 《레벨 업》 : 2019년 7월 10일 ~ 2019년 8월 15일
- 《우아한 가》 : 2019년 8월 21일 ~ 2019년 10월 17일

### 2020년대

#### 2022년
- 《스폰서》 : 2022년 2월 23일 ~ 2022년 4월 6일

## 같이 보기
- KBS 2TV 수목 드라마
- MBC 수목 드라마
- SBS 수목 드라마
- TV조선 수목 드라마
- JTBC 수목 드라마
- 채널A 수목 드라마
- tvN 수목 드라마
- ENA 수목 드라마
- 코미디TV 수목 드라마